# Voluntarios de Castro
El Batallón Voluntarios de Castro fue un grupo armado adscrito al Ejército Realista en América, y formado originalmente en 1813 en la Provincia de Chiloé, actual Región de Los Lagos de Chile. Se caracterizó por su larga travesía de once años, que los llevó a combatir por la causa monárquica en Chile, Bolivia, Argentina y finalmente Perú, país donde la unidad fue desactivada tras la capitulación general de la Batalla de Ayacucho en diciembre de 1824, tras hacer retroceder a la división peruana, al mando de José de La Mar, formando parte de la división de vanguardia de los reales ejércitos al mando de Gerónimo Valdés.

## Antecedentes
En Chiloé hubo organización militar desde inicios del siglo XVII, cuando los ataques de indígenas y de la piratería europea obligaron a mantener cuerpos armados en la zona para la protección de la población española. En 1753 se reconoce la existencia de un batallón de infantería, que recogió la enseña de Fernando VI para su escudo, y que de acuerdo a algunos autores sería el origen del Batallón de Veteranos de Castro. A partir de 1794 también se daría forma al Escuadrón de Caballería de Quinchao.

## Formación
El 18 de septiembre de 1810 se produce en Santiago la Primera Junta de Gobierno, que da inicio al proceso independentista chileno, al que Chiloé no adhiere producto de su adhesión a la causa realista, y a la inexistencia de dependencia política entre ambos territorios, dado que desde 1768 el archipiélago dependía directamente del Virreinato del Perú.

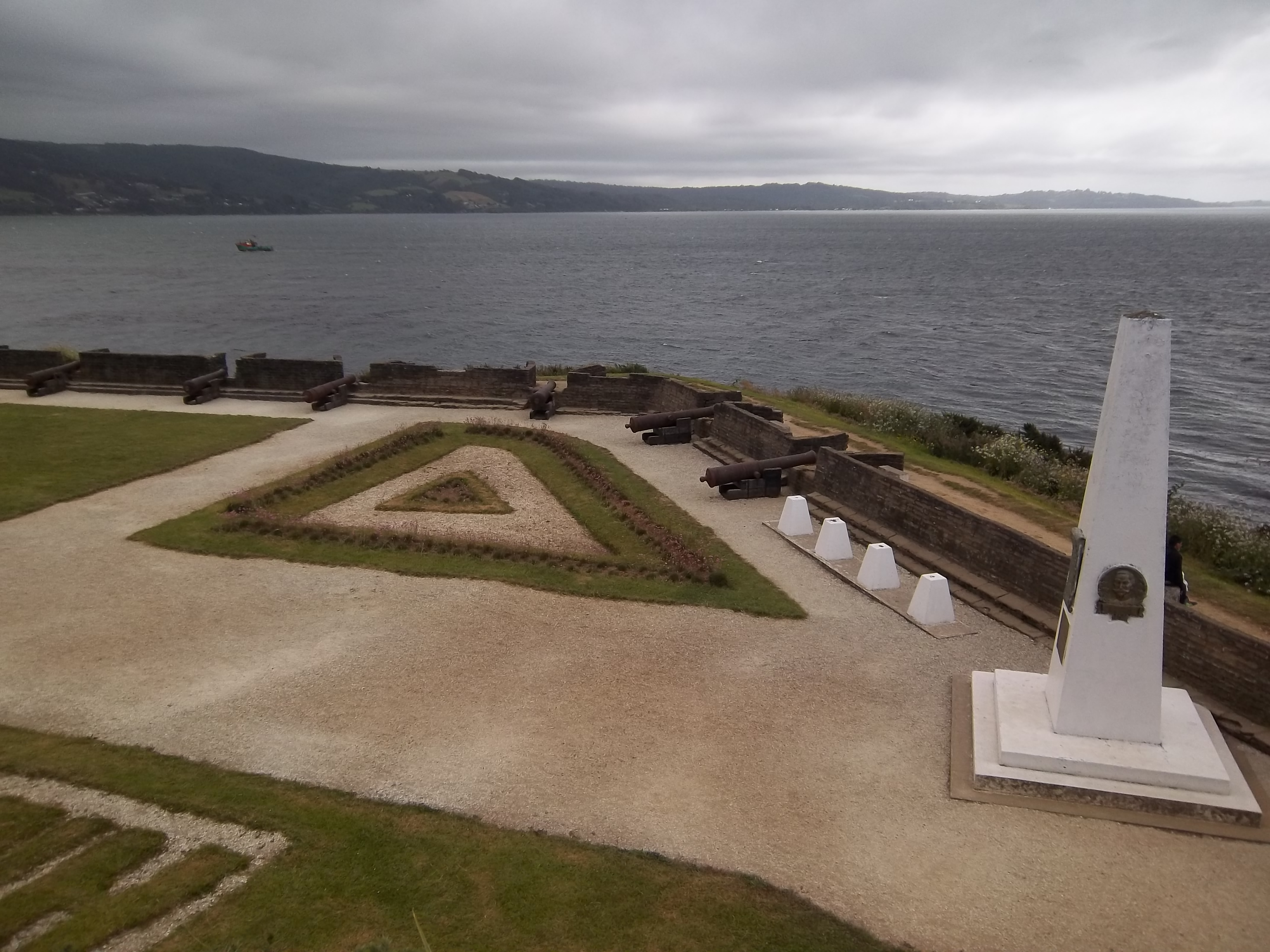
Fuerte San Antonio de Ancud.

En 1812 el virrey del Perú José Fernando de Abascal encarga al general Antonio Pareja la conformación de un ejército realista que pueda volver a tomar el control del Chile central, que se encontraba en manos de los independentistas. Para cumplir con esta misión, Pareja llega en diciembre de 1812 a Chiloé, donde junto al ya existente Batallón de Veteranos, organiza el Batallón de Voluntarios de Castro a partir de las milicias del archipiélago y del sector norcontinental de la provincia. Para su formación se utilizó la influencia de los sacerdotes de la zona, y se reclutó a población española y mestiza, excluyéndose de este servicio a la población indígena del archipiélago. Estos nuevos soldados eran mayoritariamente campesinos jóvenes sin experiencia militar y provenían de toda la provincia, pero utilizaban el nombre de Castro debido a que este era el único poblado de la zona con rango de ciudad, y por tanto con derecho a tener estandartes propios. Como capellán de los batallones chilotes se nombró a Francisco Javier Venegas, por entonces párroco de Castro, quien además habría convencido a algunas comunidades huilliche para acompañar como porteadores a los soldados a través del camino de Caicumeo hasta Ancud, donde las tropas se embarcan el 17 de marzo de 1813 en dirección a Valdivia. El 20 del mismo mes llegan a Valdivia, donde se les une el Batallón de esa ciudad.
Al iniciar su travesía, su fuerza se componía de 378 soldados bajo el mando del coronel madrileño José Rodríguez Ballesteros.

## Campañas

### Reconquista de Chile

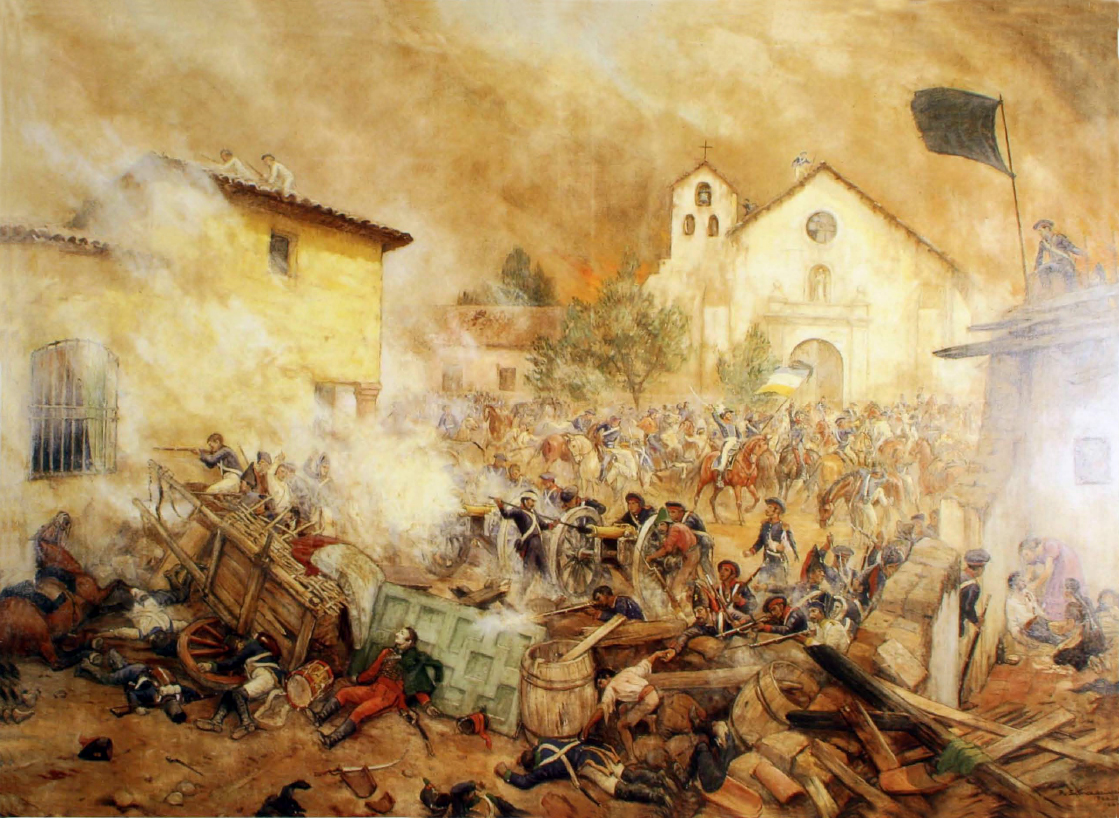
Óleo Últimos momentos en Rancagua por Pedro Subercaseaux, 1944.

Los batallones chilotes y valdivianos desembarcan en la bahía de San Vicente el día 26 de marzo luego de seis días de navegación desde Valdivia. Desde este lugar inician la toma de Talcahuano, Concepción y posteriormente Chillán. En este último lugar sufren el Sitio de Chillán entre el 27 de julio y el 10 de agosto a manos de las tropas dirigidas por José Miguel Carrera, del que saldrían finalmente victoriosos.
Entre el 1 y 2 de octubre de 1814, el Batallón Voluntarios de Castro aparece liderado por el coronel José Rodríguez Ballesteros, y es partícipe de la Batalla de Rancagua junto a los también sureños Batallón de Veterano de Chiloé y Batallón Auxiliar de Chiloé. Luego de este triunfo, que marca el fin del periodo de la Patria Vieja en la historia de Chile, los cuerpos militares chilotes integran el ejército que ocupa Santiago el 3 de octubre de ese año, y que da inicio al gobierno de Mariano Osorio. Posterior a este hecho se les radica temporalmente en la ciudad de Quillota y se cuenta su número en 393 soldados, que posteriormente producto de refuerzos de otros batallones sube a 436.

### Campaña del Alto Perú

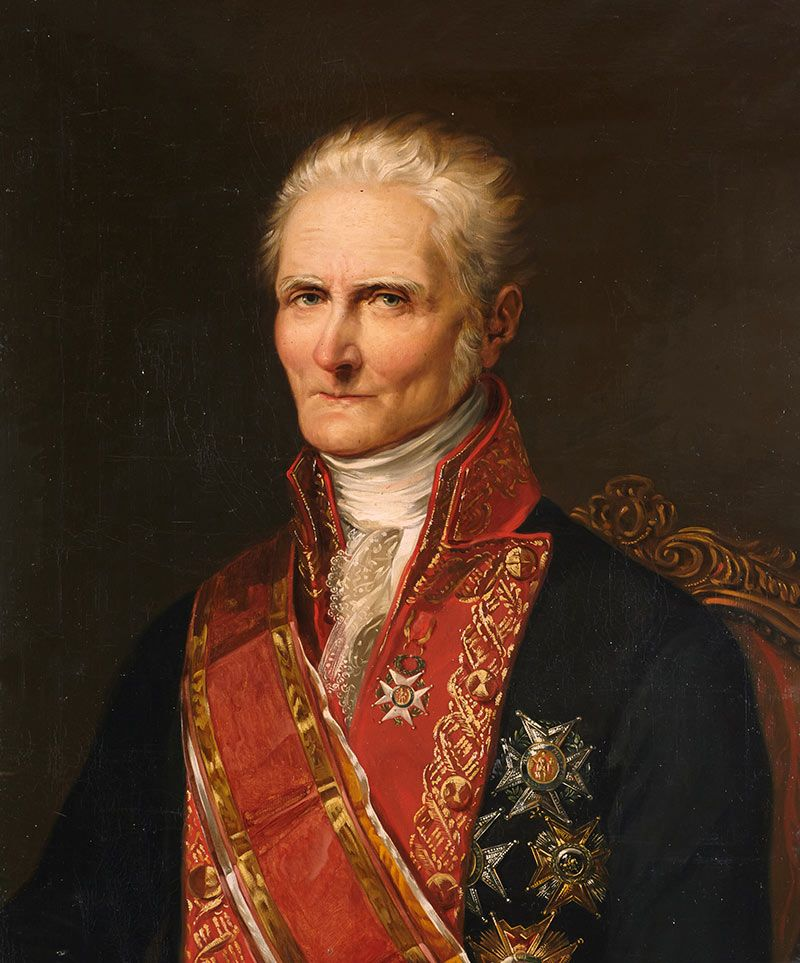
Retrato de Joaquín de la Pezuela.

Una vez reconquistado el territorio de la Capitanía de Chile, el 15 de marzo de 1815 se ordena desde el Virreinato el traslado al Alto Perú de los batallones Voluntarios de Castro, Cazadores de Chile y Granaderos del Regimiento de Talavera de la Reina, con el fin de unirse a las debilitadas tropas realistas de Joaquín de la Pezuela, que por entonces sufrían los embates de las milicias indígenas y de las tropas independentistas argentinas. Con este fin se traslada a las tropas a la ciudad de Valparaíso, y se les embarca en dirección a Arica el 13 de mayo de 1815. A esta ciudad llegan finalmente el día 5 de junio, iniciando un periplo por tierra que los lleva hasta la actual ciudad boliviana de Challapata, a donde arriban el día 23 de julio luego de más de un mes de viaje. Desde ese lugar se trasladan a la localidad de Sipe Sipe, donde toman parte activa de la Batalla de Viluma del 29 de noviembre, donde se logra la expulsión de las tropas independentistas argentinas del Alto Perú. Durante el año 1816 se les delegaría el rol de pacificación de los pueblos indígenas rebeldes del altiplano durante la llamada Guerra de las Republiquetas.
Hasta mediados del año 1816 las tropas chilotas siguieron bajo el mando de José Rodríguez Ballesteros, quien poco después sería enviado de vuelta a Chile, y reemplazado en el mando por el sargento mayor cuzqueño Buenaventura Centeno. De acuerdo a una versión, esto se habría producido por la defensa que habría hecho de un soldado chilote en medio de una disputa con un soldado español del regimiento Talavera, lo que habría sido mal visto por sus superiores. A finales del año 1816, los Voluntarios de Castro contaban con 439 hombres, pero solo 311 como fuerza disponible.

### Invasión de Jujuy y Salta
A inicios de 1817, Joaquín de la Pezuela, elevado al cargo de virrey, ordena a las tropas del Alto Perú iniciar una expedición al territorio del Virreinato de la Plata, al mando de José de la Serna, con el fin de distraer a las tropas que se concentraban en Mendoza y que formarían el Ejército de los Andes. De esta forma el Batallón Voluntarios de Castro es movilizado nuevamente, en apoyo de la Invasión de Jujuy y Salta y con el objetivo de llegar hasta Tucumán. El 15 de abril las tropas de De la Serna logran tomar la ciudad de Salta. No obstante, junto a la desgastante guerra de guerrillas realizada por el bando independentista argentino, se suma la noticia del cruce de los Andes liderado por San Martín y el triunfo patriota en Chile en la batalla de Chacabuco el día 12 de febrero, lo que motiva el abandono de Salta el 5 de mayo, junto con el inicio de la retirada definitiva rumbo al Alto Perú, donde se instalan temporalmente en Tupiza, y de forma más permanente el 31 de agosto en Oruro. Durante esta expedición, los Voluntarios de Castro estuvieron siguieron bajo el mando de Buenaventura Centeno.

### Campaña del Perú

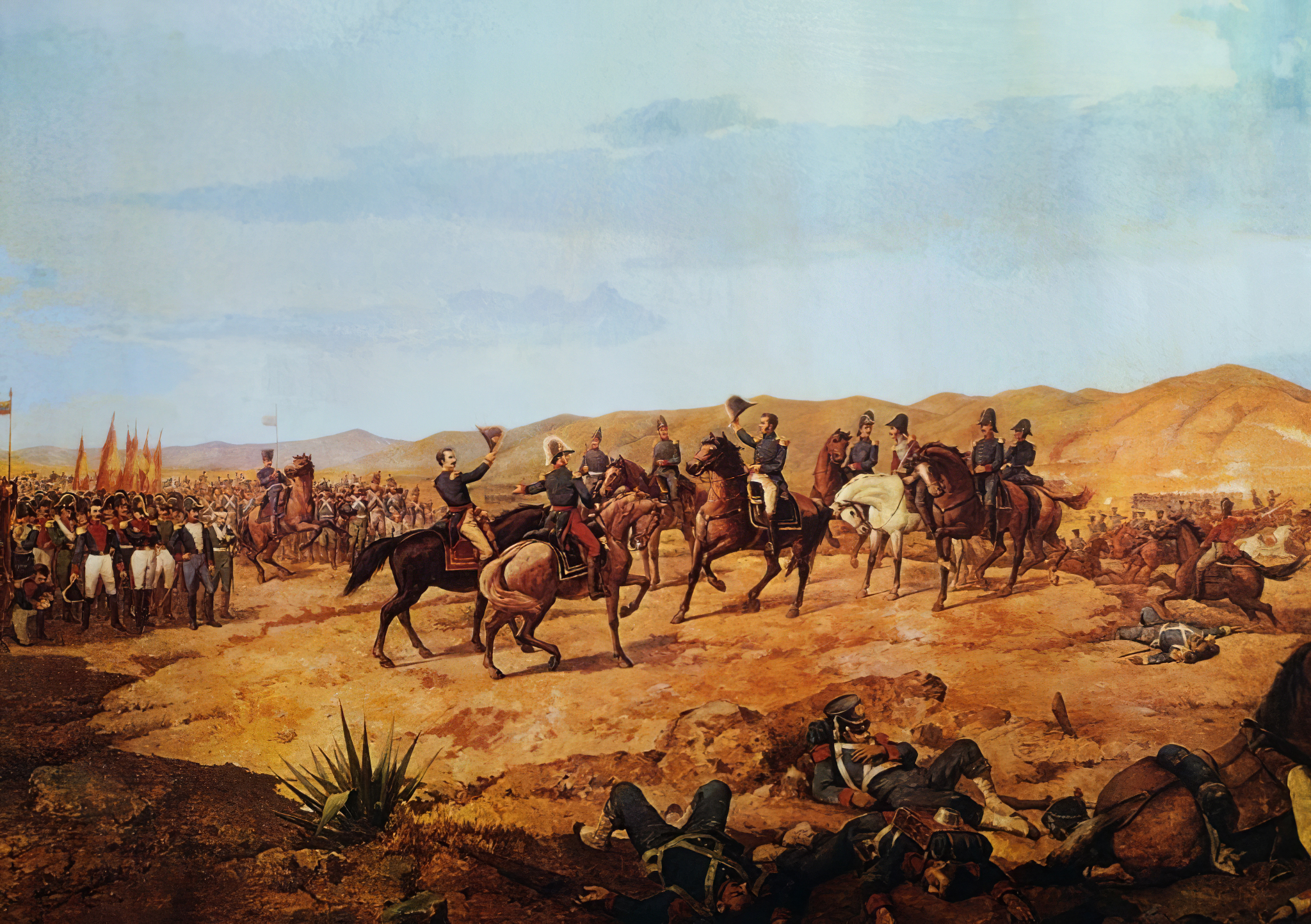
Óleo de la batalla de Ayacucho, una obra de Martín Tovar y Tovar, c.1890. Se aprecia al general Sucre saludando a sus generales.

El 28 de agosto de 1820, el virrey de la Pezuela ordena la movilización de las tropas del Alto Perú para su uso como refuerzo del Virreinato del Perú, previendo una próxima invasión independentista desde el sur. De esta forma, los Voluntarios inician nuevamente la marcha, recorriendo las ciudades de La Paz, Puno y Cuzco, y llegando finalmente a su asiento temporal en la localidad de Andahuaylas luego de más de dos meses de marcha.
El Batallón de Voluntarios se mantiene en Perú como batallón de reserva hasta el 9 de diciembre de 1824, cuando es derrotado junto a las demás fuerzas realistas en la Batalla de Ayacucho.

## Otros batallones

Reconstrucción de la coronela atribuida al Batallón de Veteranos de San Carlos.

A diferencia de los Voluntarios de Castro, parte del Batallón Veterano de San Carlos mantuvo su posición en la zona central de Chile hasta el 12 de febrero de 1817, cuando participan bajo el nombre de Batallón Chiloé en la Batalla de Chacabuco. Luego de la derrota realista desaparecen como cuerpo armado.
En el Archipiélago de Chiloé se mantuvieron tropas organizadas en torno a la causa realista hasta enero de 1826, cuando luego de las batallas de Pudeto y Bellavista, el gobernador Antonio de Quintanilla firma el Tratado de Tantauco con la consiguiente incorporación de Chiloé a la República de Chile.

## En la cultura
En 1983 se publica en Madrid el libro "Banderas de España", donde se presenta la bandera de un batallón realista chilote, basada a su vez en una enseña conservada en el Museo Histórico Nacional de Buenos Aires atribuida al "Regimiento español Castro", que habría sido capturada en la Batalla de Cerro de Pasco. Esta bandera ha sido citada posteriormente en varias obras e incluso fue utilizada durante las protestas en la región de Los Lagos de 2016, aunque hay quienes señalan que en realidad correspondería a la del Batallón de Veteranos y no al de Voluntarios.
El año 2016 se publicó el libro "Cuando los chilotes invadieron América" del profesor chilote Luis Mancilla Pérez, donde se rescata la historia de los Voluntarios de Castro desde su génesis en 1813 hasta su derrota final en 1824.
En febrero del año 2017 se presentó en Castro el documental "Los chilotes en las guerras de la independencia , 1813-1826", donde se muestra la historia de los batallones realistas de Chiloé.